# Zagrijač vode
Zagrijač vode ili ekonomajzer je ustvari izmjenjivač topline koji se koristi kod generatora pare, a spada u naknadne ogrjevne površine generatora pare, u kojima se se napojna voda prije ulaza u parni bubanj (ili vodni bubanj kod dvodomnih ili trodomnih kotlova) zagrijava, a katkad i djelomice isparava. Voda se grije obično do temperature koja je od 20 do 50 °C niža od temperature isparavanja (vrelište). Ako u zagrijaču vode dolazi i do djelomičnog isparavanja vode, tada se on naziva predisparivač.
Zagrijači vode se sastoje od cijevi koje čine njihove ogrjevne površine i sabirnih (razdjelnih) komora koje mogu biti okruglog ili pravokutnog poprečnog presjeka. Za niže tlakove (do 30 bara) ogrjevne površine često čine rebraste lijevane cijevi, da bi se povećala učinkovita površina prijelaza topline na strani dimnog plina, gdje je on znatno manji u odnosu na unutarnju (vodnu) stranu. Za više radne tlakove i novije izvedbe zagrijači vode češće se rade od čeličnih cijevnih snopova, na koje se katkad posebno navlače rebra radi povećanja ogrjevne površine. Cijevi su u cijevnom snopu nošene i međusobno ukrućene cijevnim pločama, lamelama ili trakastim obujmicama. 
Gornja komora zagrijača vode mora imati priključak za odzračivanje pri punjenju, odnosno pokretanju generatora pare, a na donjoj komori treba da bude predviđen priključak za ispuštanje vode radi pražnjenja. Prostor u kojem su smještene komore i cijevi je toplinski izoliran i opremljen poklopcima koji se lako mogu skinuti radi pristupa pri popravku ili pregledu. Zagrijački snop cijevi je obično podijeljen u tri dijela, a na određenim razmacima smješteni su otvori s poklopcima za ulaz čovjeka (održavanje) i priključci za propuhivanje čađe. Komore imaju na jednoj strani čvrst oslonac, dok je on na drugoj strani klizni radi osiguranja toplinskog istezanja (dilatacije).

## Regenerativno zagrijavanje napojne vode
Regenerativno zagrijavanje napojne vode naziva se predgrijavanje napojne vode prije ulaza u generator pare, pomoću pare koja se oduzima iz parne turbine na jednom ili više stupnjeva. Regenerativnim zagrijavanjem postiže se:
- povišenje toplinske iskoristivosti kružnoga parnog procesa zbog povišenja srednje temperature dijela procesa na kojemu se dovodi toplina,
- sniženje topline koja se iz parnog kondenzatora odvodi u okolinu, budući se smanjuje protok pare kroz parni kondenzator za količinu koja se iz parne turbine oduzima za regenerativno zagrijavanje,
- smanjuje se potrebna količina rashladne vode za hlađenje parnog kondenzatora, a time i manji utrošak energije za pogon crpki rashladne vode.